# Isearch
Isearch — это свободное программное обеспечение для текстового поиска, разработанное в 1994 году в Clearinghouse для Networked Information Discovery and Retrieval (CNIDR), на средства, выделенные национальным научным фондом (США).
Одним из наиболее известных проектов, где в наши дни используется его переработанная версия, является Open Directory Project.